# 1662 en France
Chronologie de la France
- 1658
- 1659
- 1660
- 1661
- 1662
- 1663
- 1664
- 1665
- 1666

Cette page concerne l’année 1662 du calendrier grégorien.

## Événements

### Janvier
- 4 janvier : d’Artagnan et ses mousquetaires sont rappelés pour assurer la garde de Fouquet. Il s’agit de mettre fin aux querelles entre M. de Talhouët qui gardait le prisonnier et M. de Marsac lieutenant du donjon de Vincennes[1].
- 7 janvier : guérison miraculeuse, à Port-Royal, de la sœur Catherine de Sainte-Suzanne, fille de Philippe de Champaigne[2].
- 8 janvier : messe solennelle à Saint-Pierre de Rome pour la béatification de François de Sales, sujet du duc de Savoie et souhaitée par les Français. Elle est célébrée par Henri de Maupas évêque d’Évreux[3].
- 19 janvier : le roi signe les lettres patentes donnant l’autorisation de créer les carrosses à cinq sols, premier système urbain de transports en commun, organisé par Blaise Pascal[4]. Le 18 mars, les premières voitures commencent à circuler.

### Février
- 6 février : traité franco-lorrain de Montmartre par lequel le duc Charles IV cède au roi ses duchés de Lorraine et de Bar mais en conserve l’usufruit. Son exécution se réduit à la cession de Marsal à la France (1663)[5].
- 7 février : inauguration, aux Tuileries, de la salle des machines (salle de spectacles) avec l’Ercole amante de Cavalli[6].
- 13 février : Retz arrive à Commercy. Deux notaires rédigent immédiatement sa démission, conformément au modèle envoyé par Le Tellier[7].
- 20 février : mariage, à Saint-Germain-l'Auxerrois, de Molière et Armande Béjart[8].
- 24 février : Louvois est autorisé à exercer la charge de secrétaire d’État à la guerre, en l’absence de son père, avant l’âge légal de 25 ans[9].
- 25 février : la duchesse de Retz, belle-sœur du cardinal de Retz, va porter la démission de ce dernier au Louvre[10]. Louis XIV se déclare satisfait, mais interdit au proscrit de paraître à Paris avant l’installation de son successeur. Le 26 février, il nomme l’archevêque de Toulouse, Pierre de Marca, archevêque de Paris, nomination confirmée par le pape le 5 juin[11]. Marca tombe gravement malade le 10 mai[10] et meurt le 29 juin[11].
- 26 février - 9 avril : Bossuet prêche le Carême au Louvre (sur la prédication évangélique, sur la prière, sur le mauvais riche, sur l’enfer, sur la providence, sur la charité fraternelle, sur l’ambition, sur la mort, sur l’Annonciation, sur l’efficacité de la pénitence, sur l’ardeur de la pénitence, sur l’intégrité de la pénitence, sur les devoirs des Rois, sur la passion)[12].

### Mars
- 3 mars : Talon, avocat général, conclut qu’il y a lieu d’informer contre Fouquet[13].
- 4-21 mars : interrogatoires de Fouquet[14]. Le 4 mars, les commissaires Poncet et Renard, accompagné du greffier Foucault, se rendent à Vincennes pour le premier interrogatoire de Fouquet[1]. Le 6 mars, ils reviennent pour une deuxième séance. Fouquet, qui n’a pas connaissance des pièces saisies et alors qu’aucun acte de procédure ne lui a été notifié, réclame un avocat et refuse de répondre aux questions. Ils reviennent le lendemain avec un arrêt de la chambre de justice ordonnant au prisonnier de répondre aux questions et les interrogatoires commencent[15]. Fouquet est notamment interrogé les 16, 17 et 23 mars sur le « plan de défense » au cas où il serait arrêté découvert derrière un miroir à Saint-Mandé[16].
- 10 mars : deuxième Sermon sur la Providence de Bossuet, au Louvre devant le roi et la cour, pour la IIe semaine de Carême[12],[17].
- 13 mars : sur réquisition de Talon, un emprunt émis par Fouquet sur les tailles est annulé par la chambre de justice. Spoliation des rentiers qui indigne le président Lamoignon[18].
- 18 mars :
  - arrêt supprimant 600 000 livres de rentes constituées au profit des fermiers des gabelles[18].
  - inauguration de la première ligne de transports en commun urbains sur le trajet de la porte Saint-Antoine au Luxembourg. Conçus par Pascal, ces « carrosses à cinq sols » disparaissent en 1677[19].
- 19 mars :
  - mariage de Louvois avec Anne de Souvré, marquise de Courtenvaux[20].
  - sacre en l’église de la Sorbonne de Mgr de Nesmond qui prend possession du siège épiscopal de Bayeux le 19 avril suivant et entre à Bayeux le 15 mai[21].
- 22 mars : Sermon sur la Mort de Bossuet, au Louvre devant les reines Marie-Thérèse et Anne d’Autriche, mais sans le roi, qui entend réprouver qu’on se soit mêlé de ses relations avec Mlle de La Vallière, pour la IVe semaine de Carême[17],[12].

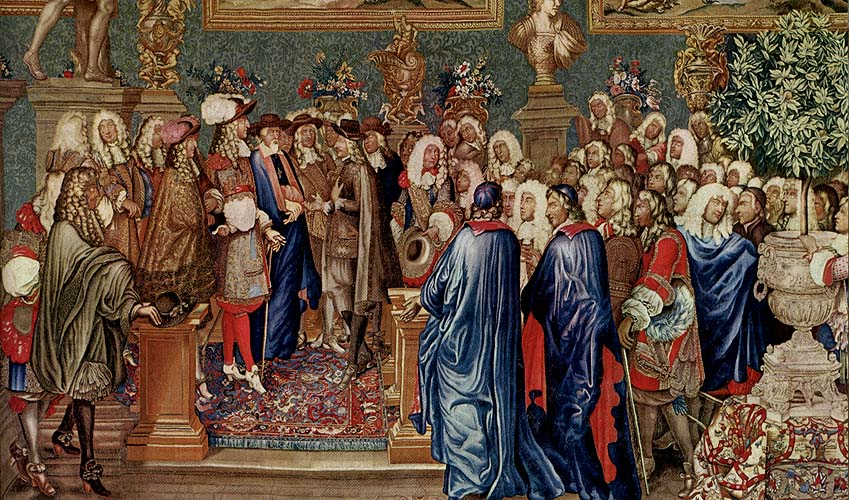
24 mars : excuses publiques faites à Louis XIV par les représentants espagnols, à la suite de la guerre de préséance.

- 24 mars : « Audience des excuses d’Espagne », à la suite de la rixe du 10 octobre 1661 à Londres[22].
- Mars :
  - lettres patentes accordant à Laudati de Caraffa, abbé italien, le privilège de créer des stations de porte-flambeaux et porte-lanternes pour escorter les Parisiens amenés à se déplacer la nuit (enregistrées au Parlement le 19 août suivant)[23].
  - à la fin du mois, Pélisson parvient à faire publier anonymement le Discours au roi par l’un de ses fidèles sujets sur le procès de M. Foucquet rédigé depuis sa cellule de la Bastille[24]. Il a le plus grand succès.

### Avril
- 4-23 avril : Charles-Nicolas Dupin, domestique (interrogé le 23 avril pour avoir distribué des gazettes à la main), l’abbé Michel Guérinon (4 avril), Pierre Leclerc, marchand fruitier, l’abbé Delépine, Pierre-Guillaume Mathieu, avocat au Parlement (19 avril), sont envoyés à la Bastille pour avoir distribué des libelles favorables à Fouquet. Le 27 avril, l’abbé de Marigny est envoyé à la Bastille pour un sonnet favorable à Fouquet[25],[26].
- 9 avril : Pâques. Fouquet est autorisé à se confesser au père Eyneuve[13].
- 27 avril : traité de Paris. Alliance défensive France-Provinces-Unies[27].

### Mai
- 9 mai : Colbert apprend de l’intendant de Picardie Saint-Pouenge que les habitants du Boulonnais refusent de payer la contribution de 30 000 livres imposée par l’arrêt du conseil du 19 mai 1661. Le 24 juin, le roi envoie 250 cavaliers qui se répartissent dans plusieurs villages. Le lendemain, la rébellion des Lustucru se propage dans tous les villages du Boulonnais. Elle est réprimée le 11 juillet par les troupes du duc d’Elbeuf[28].
- 15 mai : Furetière est élu à l’Académie française[29].
- 28 mai : Pentecôte. Fouquet est autorisé à se confesser au père Eyneuve[13].

### Juin
- 3 juin : arrêt supprimant 400 000 livres de rentes sur les Cinq Grosses Fermes moyennant le remboursement du principal[18].
- 5 juin : sur les instances de sa femme, Fouquet obtient la liberté de sortir sur la terrasse du donjon de Vincennes[30].

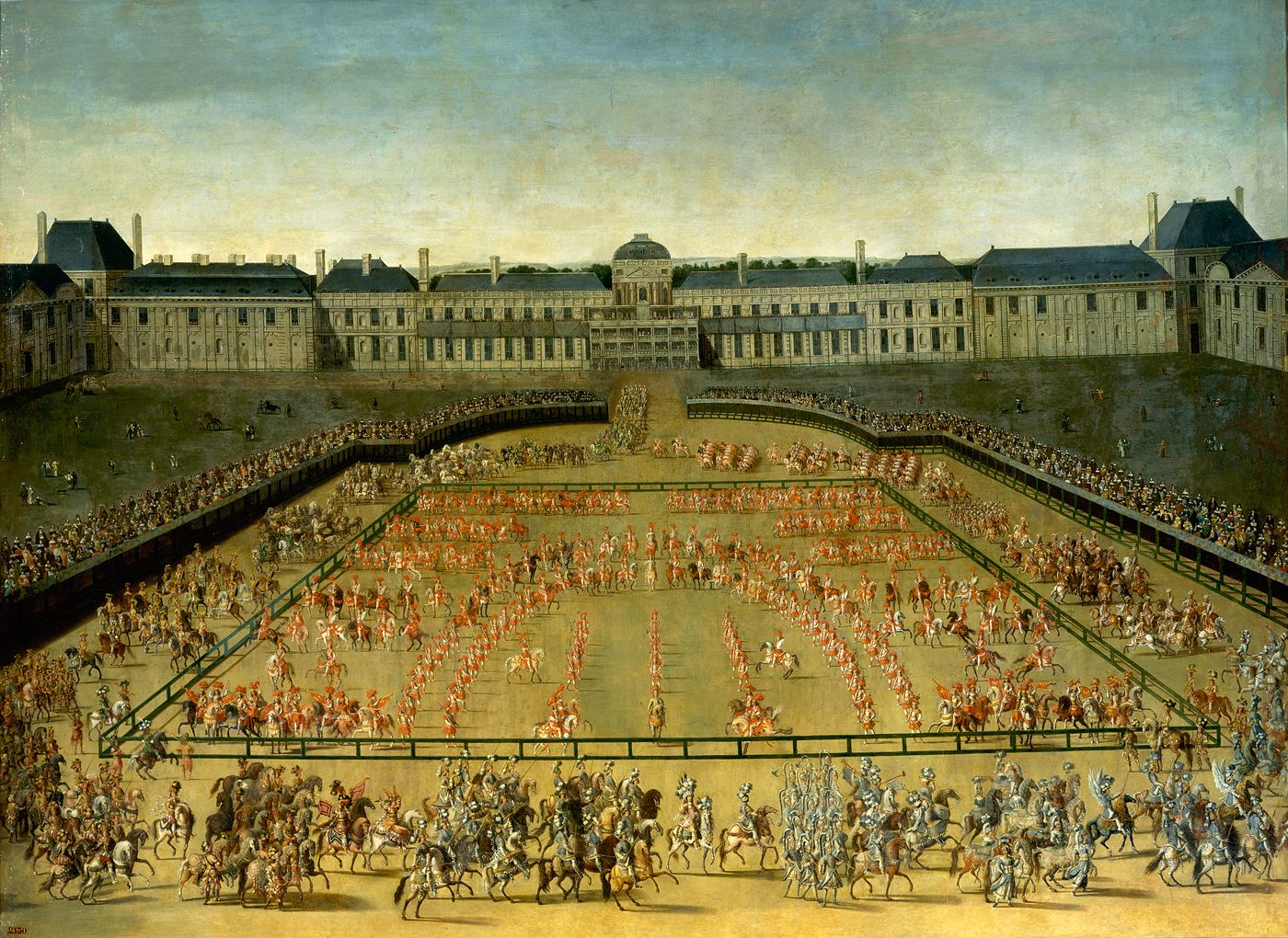
Le Grand Carrousel donné par Louis XIV dans la cour des Tuileries à Paris, pour célébrer la naissance du dauphin (5-6 juin 1662), de Henri de Gissey.

- 5 - 6 juin : Grand Carrousel près du Louvre, réunissant cinq quadrilles (Roi, duc d’Orléans, Condé, duc d’Enghien, duc de Guise). C’est l’occasion pour le roi de s’attribuer définitivement l’image du soleil comme emblème[31]. Ce grand carrousel laisse son nom à la place située entre le Louvre et les Tuileries.
- 6 juin : achat, par le roi, de la manufacture des Gobelins[32].
- 12 juin : édit pour la généralisation des hôpitaux généraux[33].
- 29 juin : Blaise Pascal, très gravement malade, se fait transporter chez Florin et Gilberte Périer, rue des Fossés-Saint-Marcel, sur la paroisse de Saint-Étienne-du-Mont[34].

### Juillet
- 4 juillet : le Conseil d’en haut décide que la procédure de la Chambre de justice contre Fouquet doit être poursuivie à l’exclusion d’aucune autre juridiction. L’arrêt interdit à Fouquet de se pourvoir devant le Parlement et aux conseillers de recevoir sa requête[35].
- 4 - 11 juillet : répression de la révolte des Lustucru qui a éclaté à la suite de la suppression des franchises dans le Boulonnais (19 mai 1661)[36].
- 6 juillet : achevé d’imprimer de La Logique ou l’art de penser, d’Antoine Arnauld[37].
- 18 juillet- 13 septembre : confrontation de Fouquet à 29 témoins sur les 101 qui ont été cités par Talon[35].
- 19 juillet : la mère, la femme et la fille de Fouquet se présentent au palais de justice et remettent à Lamoignon une requête en récusation de la Chambre de justice[35].
- 27 juillet : la famille de Fouquet demande au Parlement d’ordonner la restitution des papiers saisis[35].
- 30 juillet : Louis XIV nomme à la place de Pierre de Marca, l’évêque de Rodez, Hardouin de Péréfixe[11].
- Juillet : à Paris, le prix du setier de froment de la meilleure qualité a dépassé 40 livres[38]. Dans les provinces les plus atteintes par la disette, les cours, durant la soudure du printemps et du début de l’été, ont atteint des chiffres record. C’est la « famine de l’avènement ».

### Août
- 1er août : Louis XIV avec autour de lui Séguier, Turenne et Villeroy reçoit les présidents de chambres et six conseillers de la Chambre de justice et leur reproche d’enfreindre ses arrêts[35].

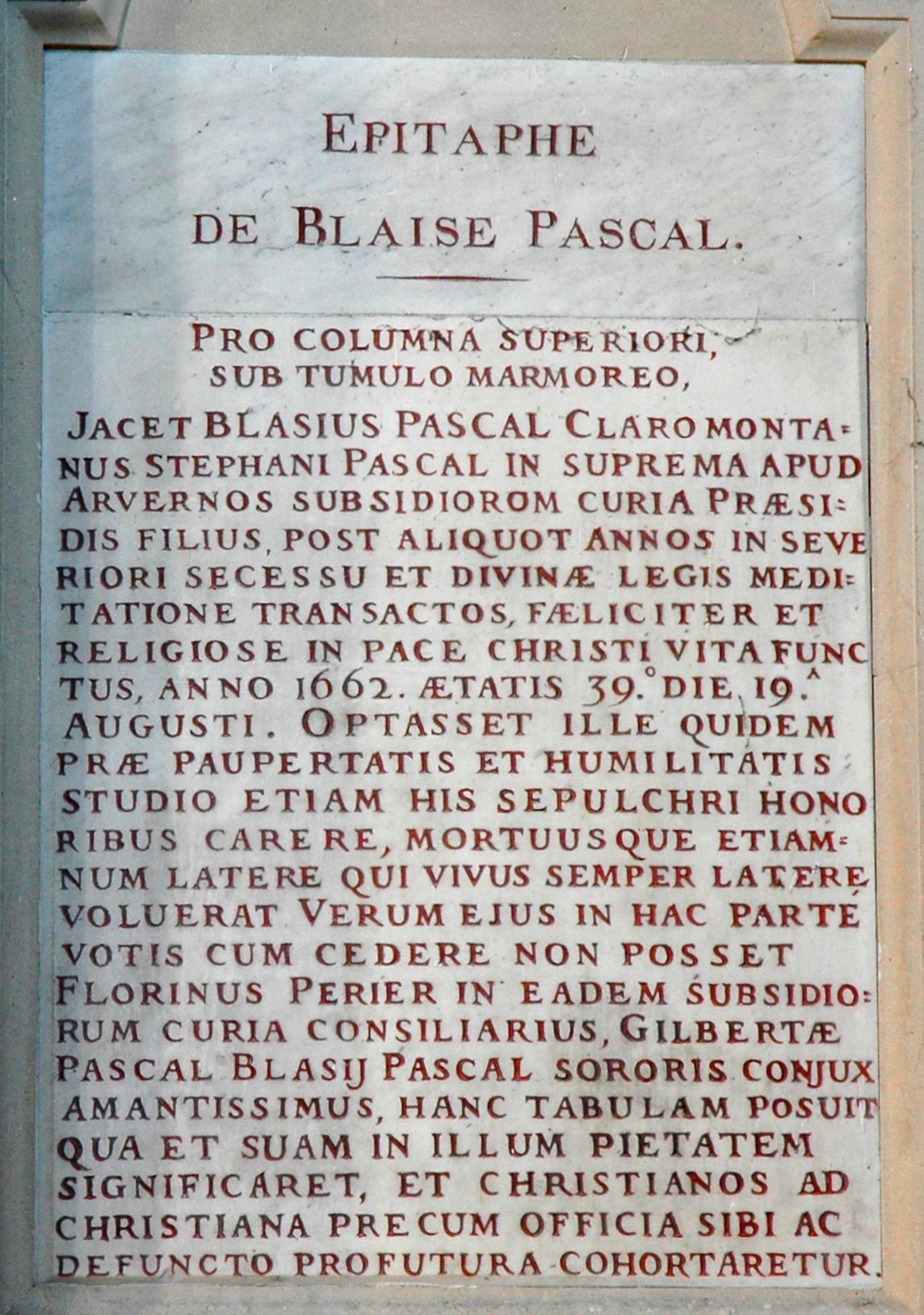
Épitaphe de Pascal dans l'église Saint-Étienne-du-Mont, 5e arrondissement de Paris

- 3 août : testament de Blaise Pascal[34].
- 17 août : Pascal reçoit les derniers sacrements de la main du P. Beurrier, curé de Saint-Étienne-du-Mont[34].
- 19 août : mort de Blaise Pascal vers une heure du matin[34].
- 20 août : affaire de la garde corse. Incident à Rome, entre la suite de l’ambassadeur de France, Créqui, et la garde corse du pape. À la suite d'une bagarre avec un soldat de la garde du pape, un Français se réfugie au palais Farnèse, résidence de l’ambassadeur de France. La garde corse investie la demeure. On tire sur Créqui qui s’est mis à la fenêtre, puis sur son épouse qui rentre en carrosse. Un de ses pages est tué et elle se réfugie chez le cardinal d’Este[39]. Le 29 août, le roi est informé de l’incident. Il tient un grand conseil, à l’issue duquel Le Tellier, secrétaire d’État de la Guerre écrit à Brienne de se rendre immédiatement chez le nonce Piccolomini pour lui signifier de se retirer à Meaux. Le 30 août, le roi écrit au pape et aux cardinaux. Les relations diplomatiques entre la France et le Saint-Siège sont rompues[40]. Dans ces conditions, Péréfixe va devoir attendre ses bulles pendant deux ans[41].
- 30 août : remboursement des rentes sur les parties casuelles (vente des charges de judicature ou de finances)[18].

### Septembre
- 1er septembre : l’ambassadeur de France auprès du Saint-Siège, Créqui, quitte Rome précipitamment[42].
- 2 septembre : le nonce Piccolomini décide d’obéir à demi aux ordres du roi sans aller aussi loin que Meaux. Il s’arrête à Saint-Denis, puis se retire le 7 septembre à Gonesse au couvent des Dominicains, où il est surveillé par trente mousquetaires du roi[42].
- 7 septembre : la cour accorde un défenseur à Fouquet[43].
- 9 septembre : abouchement de Suresnes. Piccolomini qui a reçu un bref du pape, obtient un entretien avec Lionne. Le nonce entend que le roi veut le licenciement de la garde corse et des excuses présentées par le légat en personne[42].
- 11 septembre : le Conseil du roi, un peu calmé par la lettre du pape, est réanimé par la réception d’une dépêche de Créqui annonçant qu’il s’est senti obligé de quitter les États du pape. Louis XIV décide d’écarter Piccolomini de la négociation et de faire de Créqui, l’offensé, le négociateur unique[42].
- 13 septembre : Piccolomini quitte le monastère de Gonnesse pour Rome par la route de Lyon, escorté de cinquante mousquetaires. Le 16 septembre, il fait halte à Fontainebleau, le 19 septembre à La Charité. Ses courriers sont interceptés par la garde et quand ils sont transmis, ils lui reviennent, le 24, sans avoir été ouverts. Le 20 septembre, Piccolomini est à Nevers. Il provoque une avarie à son carrosse pour gagner du temps. Le 24 septembre, il est à Varennes-sur-Allier et atteint Lyon le 1er octobre. Le 2 octobre il franchit, la frontière avec la Savoie au Pont-de-Beauvoisin. Il prend alors la direction de Chambéry, où il se fixe pendant dix mois[42].

### Octobre
- 5 octobre : la Chambre de justice rend dans l’affaire Fouquet un arrêt d’appointement qui clôt les travaux préparatoires, mais pas l’instruction, celle-ci va devenir écrite. Le 11 octobre, le roi convoque Lamoignon au Louvre et lui signifie qu’il a choisi les deux rapporteurs du procès, Ormesson et Jacques Le Cornier de Sainte-Hélène pourtant récusés par la mère de Fouquet[44].
- 27 octobre : traité entre la France et l’Angleterre. Achat de Dunkerque et de Mardyck pour 400 000 £ à Charles II d’Angleterre[45].
- Octobre : à la demande de Louis XIV, Retz rédige un mémoire sur les mesures à prendre pour faire céder le pape dans le conflit qui l’oppose à la France, intitulé Sentiment de M. le Cardinal de Retz sur l’affaire de Rome. Il écarte toute idée d’intervention militaire, mais propose la saisie d’Avignon, enclave pontificale dans le royaume. Il suggère d’exiger une ambassade d’excuses conduite par le cardinal-neveu et l’érection à Rome d’une pyramide expiatoire[46]. Le gouvernement suit son programme à la lettre, et Louis XIV le remercie froidement.

### Novembre
- 1er novembre : Mademoiselle qui a reçu un ordre d’exil à Saint-Fargeau, part d’Eu. À Jouarre, elle entend le sermon de la Toussaint de Bossuet[47].
- 6 novembre : la cour déclare Fouquet forclos pour présenter sa défense, jusqu’à ce qu’on s’aperçoive que l’arrêt d’appointement ne lui pas été signifié. La cour lui donne huit jours supplémentaires[44].
- 13 novembre : arrêt du conseil royal qui interdit l'assistance de plus de dix personnes à un enterrement protestant[48].
- 15 novembre : lettre de Pierre-Paul Riquet à Jean-Baptiste Colbert dans laquelle il expose son projet de canal[49].
- 18 novembre : naissance d’Anne-Élisabeth de France, fille de Louis XIV, morte le 30 décembre[50].

### Décembre
- 2 décembre : 
  - Louis XIV entre triomphalement à Dunkerque[45].
  - Fouquet fait imprimer un mémoire pour sa défense ; le roi en fait saisir tous les exemplaires[51].
- 4 décembre : Bossuet prononce l’oraison funèbre du père Bourgoing, supérieur général de l’Oratoire jusqu’en 1661, rue Saint-Honoré[52].
- 26 décembre : Molière crée L’École des femmes au Théâtre du Palais-Royal[53].